# サイレンス (ドクター・フー)

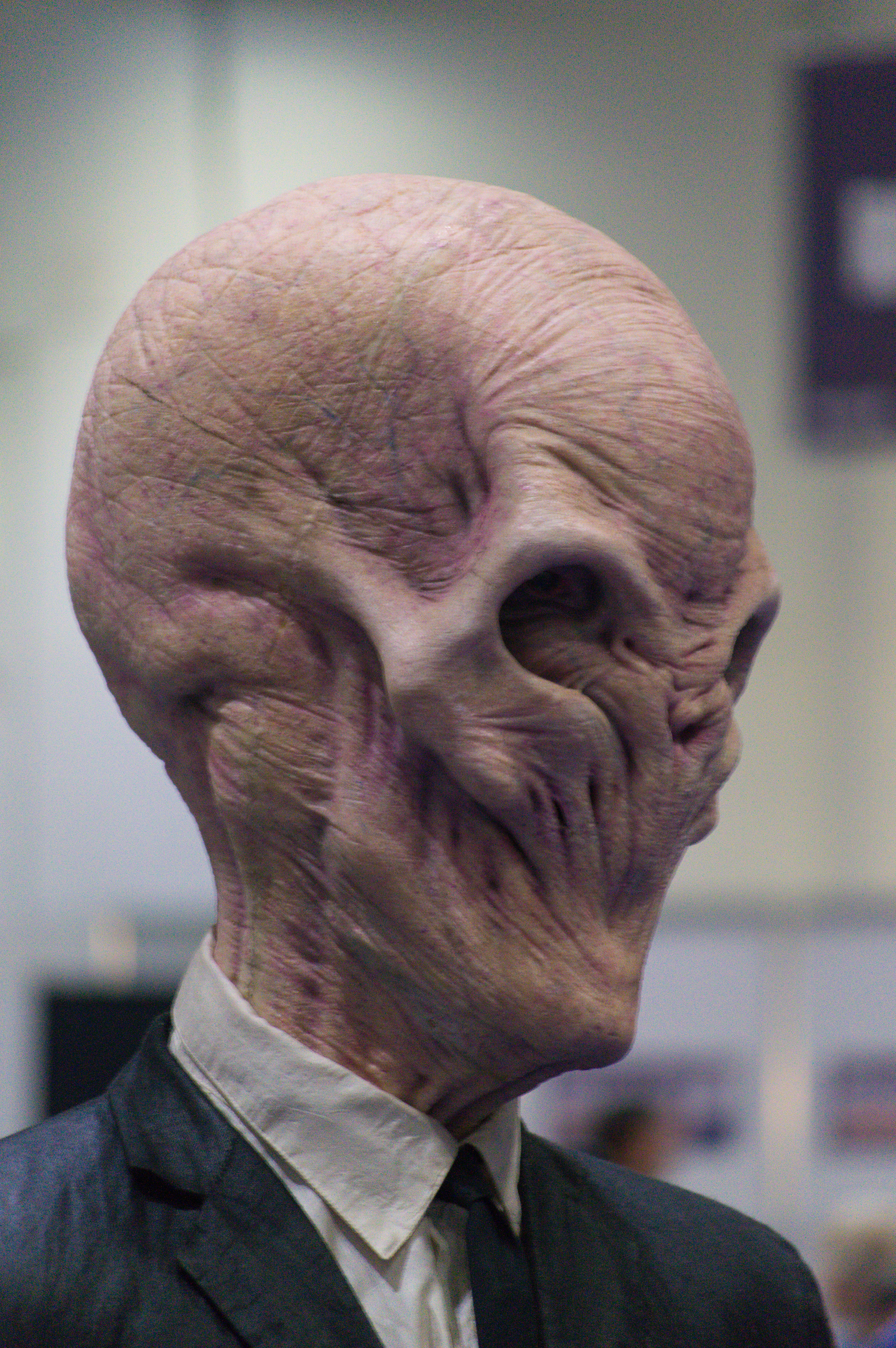
コヴァリアン修道会のサイレンス

サイレンス（英語: Silence）は、イギリスBBCのテレビドラマ『ドクター・フー』に登場する地球外生命体の1種である。新シリーズから登場し、シリーズ5では名前だけが言及されシリーズ6でその姿を現した。正体はペイパル・メインフレーム教会に所属する懺悔係である。

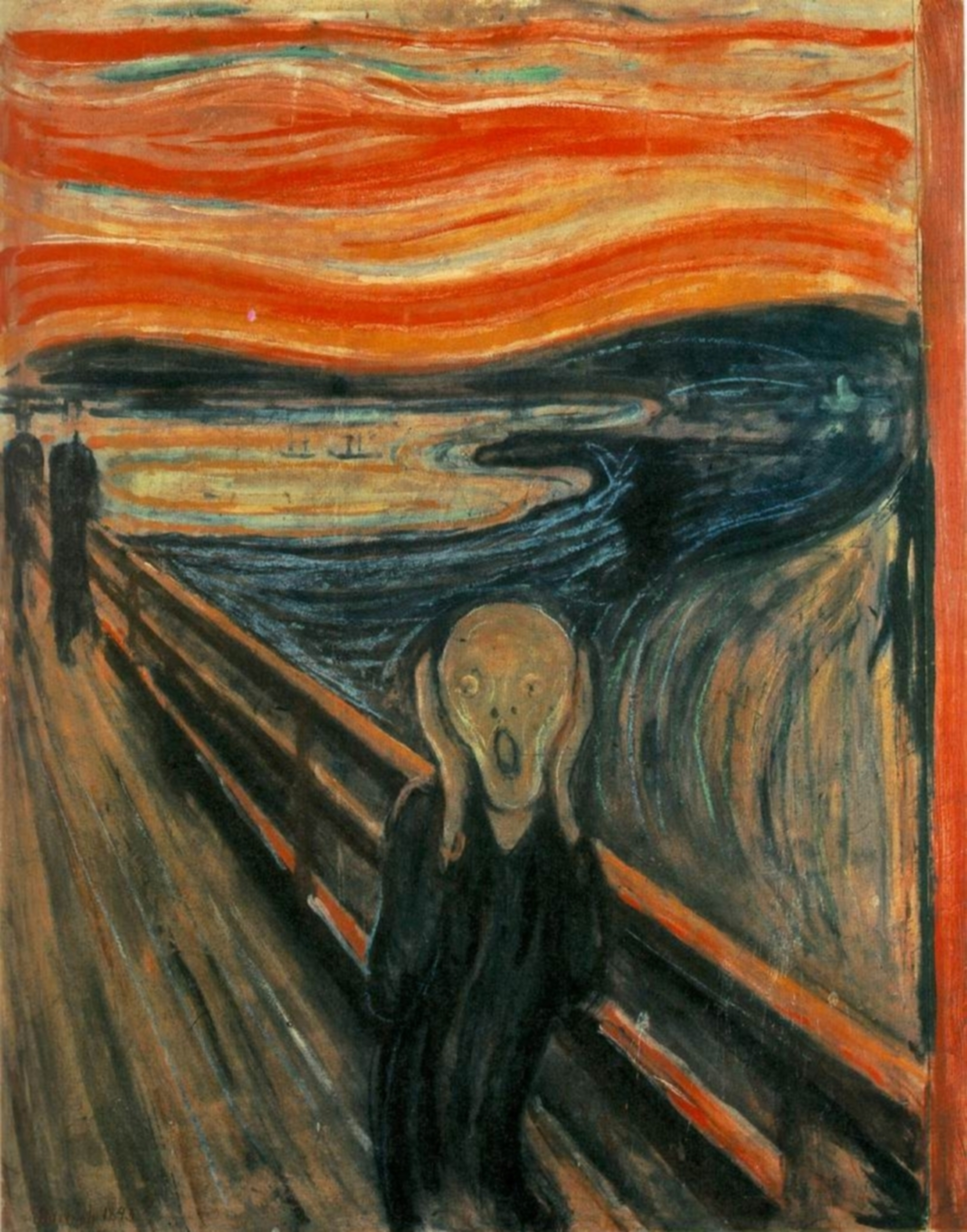
ムンクの叫び

長い指を持つ色白のエイリアンで、顔はムンクの叫びを彷彿とさせる。制作者スティーブン・モファットはこのエイリアンを考案する際、ムンクの叫びから発想を得ている。
コヴァリアン修道会のサイレンスは、人類が火を使い始めたころから地球を密かに征服していた。

## 能力
指先から青白い電撃を放つ能力を有する。この電撃は後述のアイドライブを装着した者に対しては遠距離からアイドライブに電撃を流すことが可能である。サイレンスの全身を水槽に入れることで電撃能力は抑えることができる。
また、サイレンスには「視界から外れるとその存在を忘れる」という特性がある。サイレンスに襲撃された者がまばたきする、目線をそらすなどしてサイレンスを見なくなった時、その人間はサイレンスに関する記憶を失う。サイレンスに出会った事実、サイレンスの姿も思い出せなくなり、サイレンスを視認しているときに受けた暗示にかかりやすくなる。

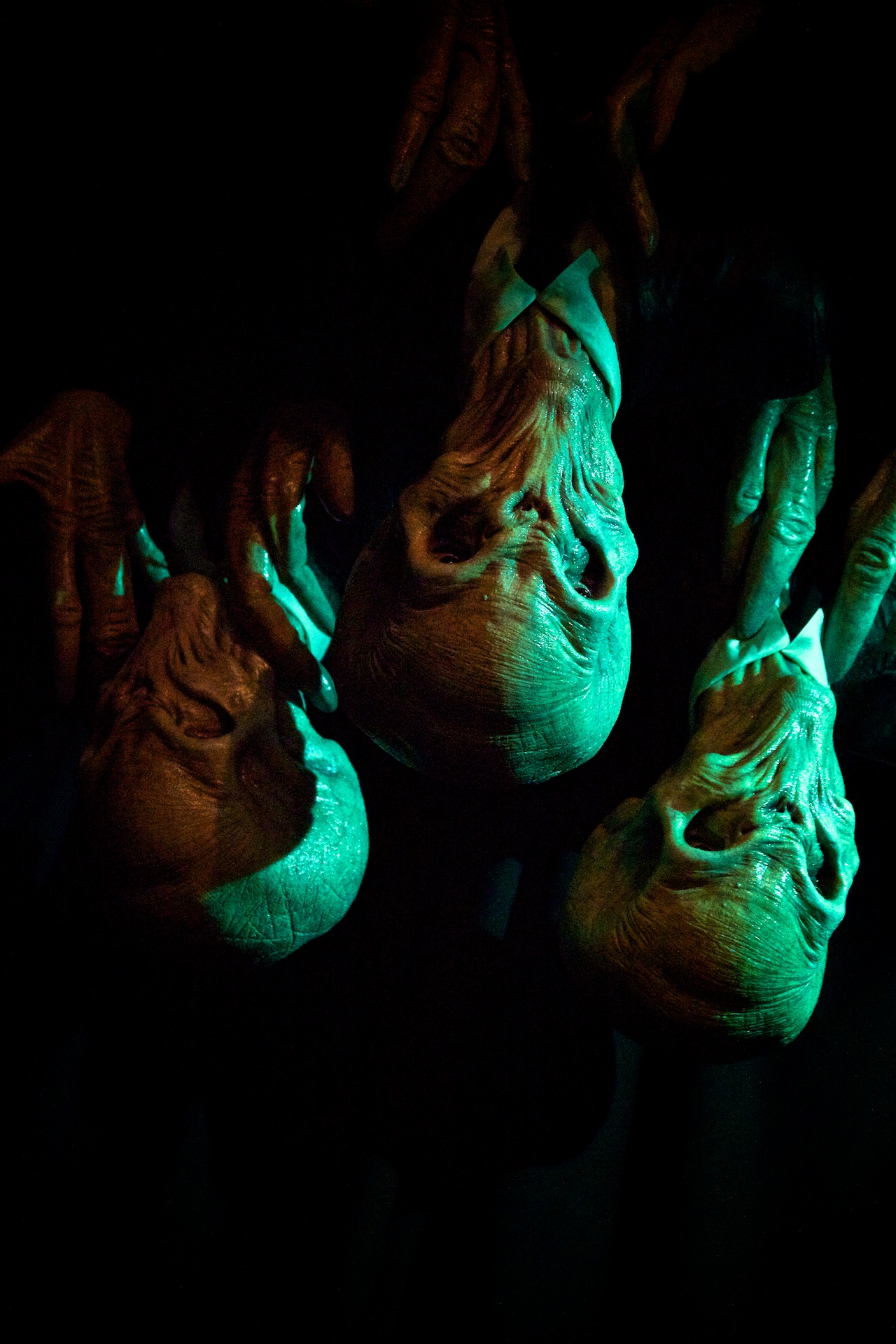
ぶら下がったサイレンス

天井から頭を下にしてぶら下がることが可能である。優れた特殊能力を持つ反面、ダーレクやサイバーマンといった他のエイリアンと比較すると耐久能力は低く、カントン・デラウェア3世による銃撃で瀕死に陥っている。
アイドライブ
片目に装着する、黒色の眼帯のような装置。これを装着していると、サイレンスが視界から消えても記憶を失うことがない。マダム・コヴァリアンが装着しているが、シリーズ6最終回に登場したもう1つの現実世界ではエイミーやリバーもアイドライブを装着している。
アイドライブはサイレンスの電撃を誘導する性質があり、記憶を失わない代わりに電撃攻撃を受けやすくなる。サイレンスは人間に対し常に優位な条件にあるということである。
ペイパル・メインフレーム教会の人間は使用していない。

## 劇中での登場

### シリーズ5
言及のみがなされる。「大いなる静寂（サイレンス）が訪れる」などと、シリーズを通して発言される。

### シリーズ6

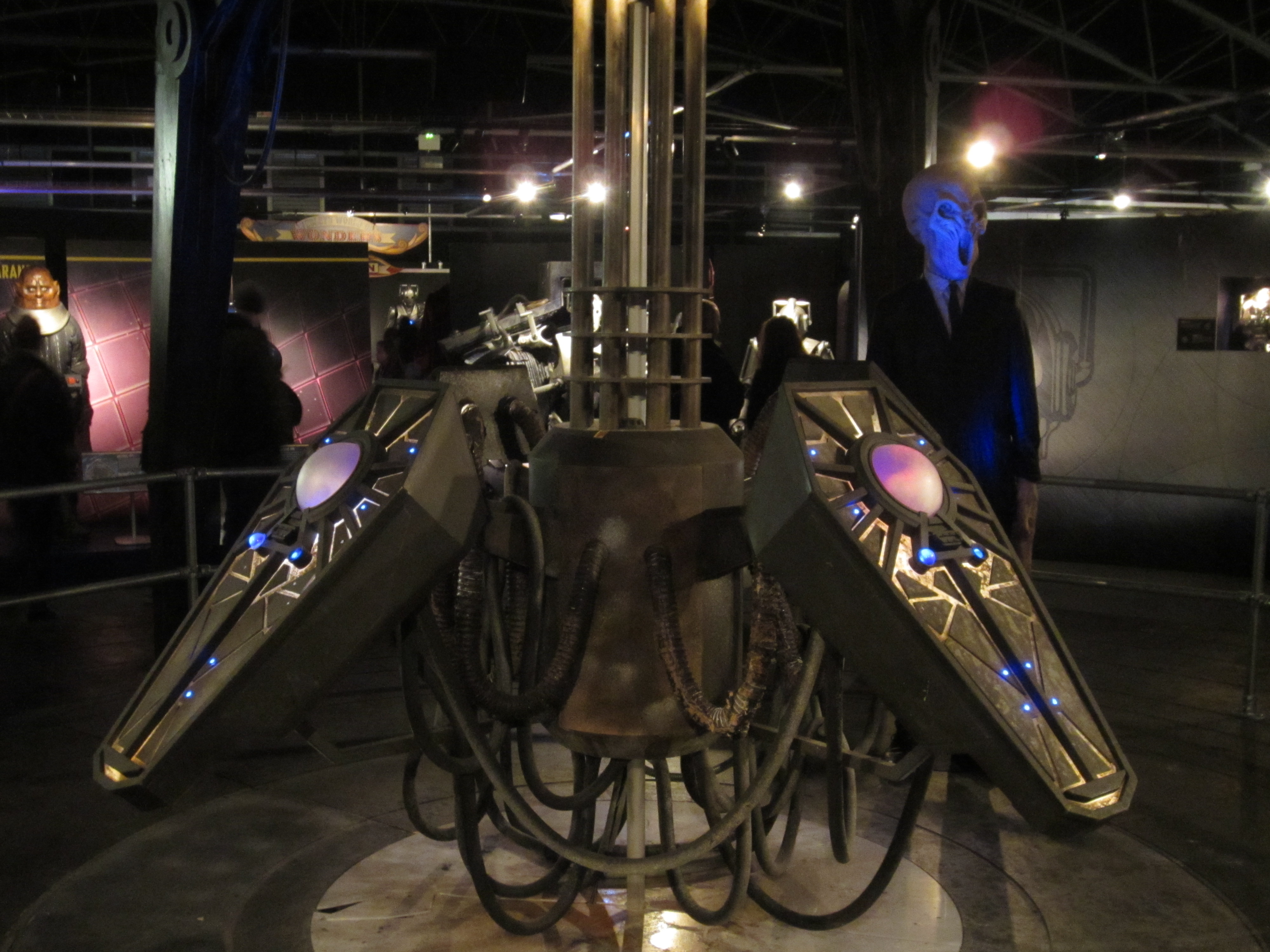
エイミーを拉致していた部屋。ドクター・フーエクスペリエンスの展示物

「ドクターからの招待状」「月の日」で初登場を果たす。2011年4月22日のシレンシオ湖に数体が姿を現しているほか、1969年のアメリカにも潜伏している。太古から人類を陰から支配していたことが明かされた。11代目ドクターらを監視し、児童養護施設を訪れたエイミー・ポンドを拉致した。児童養護施設で後のリバー・ソングとなる少女を保護していたが、1体がカントン・デラウェア3世により銃撃を受ける。その後カントンに捕獲されたサイレンスが「我々を見つけ次第抹殺すべきだ」と発言、その動画が全世界へ流出し、全人類が暗示にかかりサイレンスの抹殺が開始されることとなった。少女を保護していたサイレンスは未来のリバー・ソングにより射殺され、少女は脱走した。
その後、「閉店時間」でマダム・コヴァリアンとともに再登場する。ルナ大学で考古学を学んでいたリバー・ソングを拉致して宇宙服の中に入れ、ドクター抹殺プロトコルをプログラムする。しかしリバーが宇宙服のプログラムを破壊したためドクターは死亡せず、ドクターが死ぬという歴史の固定ポイントが改変されたため、時空が崩壊することとなった。
時空が崩壊した結果もう1つの現実が創造され、そこでサイレンスはエイミー・ポンド率いる部隊の管理下にあった。しかし、水槽に入れられ電撃能力を封じられていたものの脱出を果たし、エイミー側の兵士の虐殺を開始した。この時、エイミー側の人質になっていたマダム・コヴァリアンも裏切られ殺害されている。

### シリーズ7
「ドクターの時」で2年ぶりに登場する。このエピソードでコヴァリアン修道会がペイパル・メインフレーム教会から離反した一派であること、サイレンスがペイパル・メインフレーム教会の懺悔係であることが明かされた。なお同話ではダーレクがペイパル・メインフレーム教会に侵攻しており、サイレンスもナノクラウドの影響によりダーレク化している。
シリーズ6のサイレンスはコヴァリアン修道会に所属していたためドクターとは対立関係にあったが、ペイパル・メインフレーム教会のサイレンスはドクターと同盟を組みトレンザロアでクリスマス村の防衛を担っている。サイバーマンの集団と戦闘中のサイレンスの描写があった。

## 所属組織
コヴァリアン修道会に所属する者と、ペイパル・メインフレーム教会に所属する者が登場する。シリーズ6に登場するものはペイパル・メインフレーム教会から離反したコヴァリアン修道会に所属するもので、こちらはネクタイとスーツを着用している。クリスマススペシャルに登場したサイレンスはペイパル・メインフレーム教会に所属する正規のサイレンスであり、教会の制服を着用している。
コヴァリアン修道会
シリーズ6に登場する教団。サイレンス教会とも呼称され、マダム・コヴァリアンがサイレンスや人類兵士を使役し統率している。時空間の監視役と名乗っている。
トレンザロアでドクターが名前を言うことで第二次タイムウォーが勃発するのを防ぐために、トレンザロアへ向かう以前のドクターを殺害することが活動目的である。そのためドクターの管理下を離れたターディスを爆破したり、エイミー・ポンドを胎児ごと拉致して生まれた子供を対ドクター用暗殺者として教育したりした。
本拠地デーモンズ・ランで11代目ドクター率いる連合軍に襲われ全面降伏するが、逃走する際にエイミーの娘メロディーを地球へ送る。地球で児童養護施設を乗っ取ったサイレンスがメロディーを生命維持装置である宇宙服に入れ育てていたが、11代目ドクターら一行と戦闘になりメロディーは逃走する。その後、成長しルナ大学へ入学したメロディー（リバー・ソング）を拉致して宇宙服に入れドクター殺害を決行するが、上記の通り時空間が崩壊することとなった。
マダム・コヴァリアンは改変された現実世界でサイレンスに裏切られて死亡し、それ以降コヴァリアン修道会は登場しない。
ペイパル・メインフレーム教会
シリーズ7に登場する教団。宇宙の安全を守っている巨大な宗教組織であり、コヴァリアン修道会はもともとこの一派であった。サイレンスは本来ここの懺悔係であり、記憶を消す性質ゆえ信徒には人気である。
トレンザロアにドクターが到着した際はドクターが名前を名乗ることで第二次タイムウォーが勃発すると知る。コヴァリアン修道会とは違って過去を改変することに興味はなく、未来を改変することで危機を回避しようと画策、トレンザロア全域をフォースフィールドで保護しドクターと協力、惑星に近づく他の種族を撃退する。ドクターが到着してから300年後にはダーレクによる虐殺を受け陥落する。ダーレクはドクターを罠にはめるためナノクラウドを放ち職員及びサイレンスをダーレク化したが、ドクターに煽られ感情を取り戻した修道院総長ターシャ・レムがダーレクを破壊し教会を立て直した。
教会復興後はサイレンスがトレンザロアに降り立ってドクターと協力体制を築き、サイバーマンなど多数の種族を退けた。しかしダーレクの侵攻は止められず、クリスマス村はダーレク艦隊に包囲されることとなる。
なお、教会には全裸でなければ入ることができない。